# 로즈 (스트리트 파이터)
로즈(영어: Rose)는 《스트리트 파이터 시리즈》의 등장인물이다. 이탈리아 제노바에서 점성술사로 일하고 있다.

## 설정
본디 베가의 제자였다. 하지만 스승이 사악한 마음을 갖고 있는 탓에 대립하게 되었다. 베가를 되돌리기 위해 맞붙었으나 공격을 받고 치명상을 입었다. 하지만 가이에 의해 구조되었다.
이후 메나트를 제자로 육성하고 있다.
복장은 거의 항상 롱코트 속에 보디 스타킹과 하이힐을 착용한다.

## 특징
로즈 본인도 장풍이 있지만 장풍을 반사시키는 능력도 있어서 류, 켄, 가일, 사가트 등 장풍을 가진 캐릭터들에게 강하다.
스트리트 파이터 V에서는 성능이 크게 향상되었는데 장풍을 공중에서도 사용할 수 있으며 순간이동도 할 수 있다.